# Paulovac
Paulovac – wieś w Chorwacji, w żupanii bielowarsko-bilogorskiej, w gminie Veliko Trojstvo. W 2011 roku liczyła 99 mieszkańców.